# 中華攀雀
中華攀雀（學名：Remiz consobrinus）為攀雀屬的一種鳥類，俗名洋紅兒。該物種於1870年由斯文豪首次描述。分布於中國、日本、北韓、南韓及俄羅斯。攀雀科共有10種，牠們與真正的山雀相似，但具有製作獨特懸掛巢的特徵。牠們棲息於開闊的田野和濕地，具有尖銳的喙端，雌雄外形相似。

## 描述
這些鳥類的身長約為11 公分。牠們是小型、顏色淡雅的蘆葦鳥，喙尖細，經常以10至20隻的小群體出現。
中華攀雀頂冠為灰色，自額先向後具有黑色過眼紋，背部為棕色，尾部則為凹形。體長約11厘米，体重约9.1克，翼长约55.4毫米，嘴峰长约10.5毫米，喙宽度约3毫米，喙厚度约3.8毫米，跗蹠长约13.1毫米，尾长约43.6毫米。
雄鳥： 頭頂和頸背呈灰色，黑色面罩從前額延伸並有白邊。栗色的背部、半項圈及翼覆羽與飛行時的深色翅膀和黑色尾羽形成對比。白色的腹部帶有淡黃色。
雌鳥： 面罩為棕色。上半身較棕，缺少栗色。

## 分布
华北的芦苇荡和沼泽地；越冬于华南。还分布于朝鲜、日本。该物种的模式产地在湖北沙市。

## 棲地與行為
中華攀雀主要分布於亞洲，特別是在中國北部的蘆葦叢和沼澤地中。牠們無論繁殖期還是非繁殖期，都棲息於農牧區、濕地以及鹹水池塘中。牠們經常以10至20隻的小群體出現。
牠們在中國南部過冬。
鳴聲： 非常細長的「tseeoo」、「sseeoo」。
中華攀雀是食蟲性的，主要以昆蟲、幼蟲、蜘蛛、毛毛蟲為食，有時尤其是在冬季，牠們也會吃小種子。
這種鳥類擅長攀爬，能單腿懸掛並用另一隻腳取食。

## 繁殖
雄鳥選擇一棵3至15米高的樹來搭建巢。中華攀雀的巢是一件建築學上的奇蹟，形狀像一個梨形的錢包。巢由一個管狀附加物延伸，並提供側面的入口。
雌鳥會將巢的內部整理好，通常會產下5至10顆蛋，並獨自孵化12至15天。當幼鳥長大後，巢會變形並部分解體。牠們會回到巢中睡覺15至20天，然後離開。

## 保育狀況
由於中華攀雀的數量正在增加，國際自然保護聯盟（IUCN）將其列為「無危」物種。